# Pierre Koenig (architecte)
Pour les articles homonymes, voir König.
Pierre Koenig, né le 17 octobre 1925 à San Francisco et mort le 4 avril 2004 à Los Angeles, est un architecte américain particulièrement connu pour ses maisons de verre et d'acier construites en Californie.

## Biographie
Après une naissance à San Francisco en 1925, Pierre Koenig déménage avec sa famille en 1939 à Los Angeles. Il commence ses études à l'école d'ingénieurs de l'université de l'Utah. Après avoir servi en Europe avec l'armée américaine, Koenig est admis en architecture à l'université du Sud de la Californie, d'où il sort diplômé en 1952.
En 1950, attiré par les possibilités offertes par l'acier, Koenig effectue un stage chez l'architecte Raphael Soriano et entreprend la construction de sa propre maison en acier. (Maison Koenig no 1).
En 1952, Koenig est diplômé en architecture et s'installe à son compte. En 1953, il construit la maison Lamel à Glendale en Californie. Cette petite maison à structure métallique lui vaut d'être remarqué par la presse. En 1957, Koenig est licencié en architecture et est élu membre de l'American Institute of Architects.
À la demande de John Entenza, initiateur du Case Study House Program, Koenig réalise deux de ses maisons les plus célèbres : les Case Study Houses no 21 (Maison Bailey, 1958) et no 22 (Maison Stahl, 1959). La Case Study House no 22 photographiée par Julius Shulman est devenue une icône de l'architecture moderne. En 1966, Koenig conçoit l'un de ses rares bâtiments industriels : l'usine et le salon d'exposition d'Electronics Enclosure Incorporated  à El Segundo.
Bien que reconnu en tant qu'architecte, Koenig ne réalise qu'une cinquantaine de projets au cours de sa carrière : essentiellement des maisons individuelles pour la plupart en Californie. À la fin de sa carrière, il construit à nouveau sa propre maison (Maison Koenig no 2 à Los Angeles) ainsi que la Maison Schwartz à Los Angeles remarquable par l'angle entre la structure métallique et l'axe de la maison elle-même. 
Koenig enseigne l'architecture à l'université du Sud de la Californie à partir de 1961 et jusqu'à sa mort.

## Œuvre

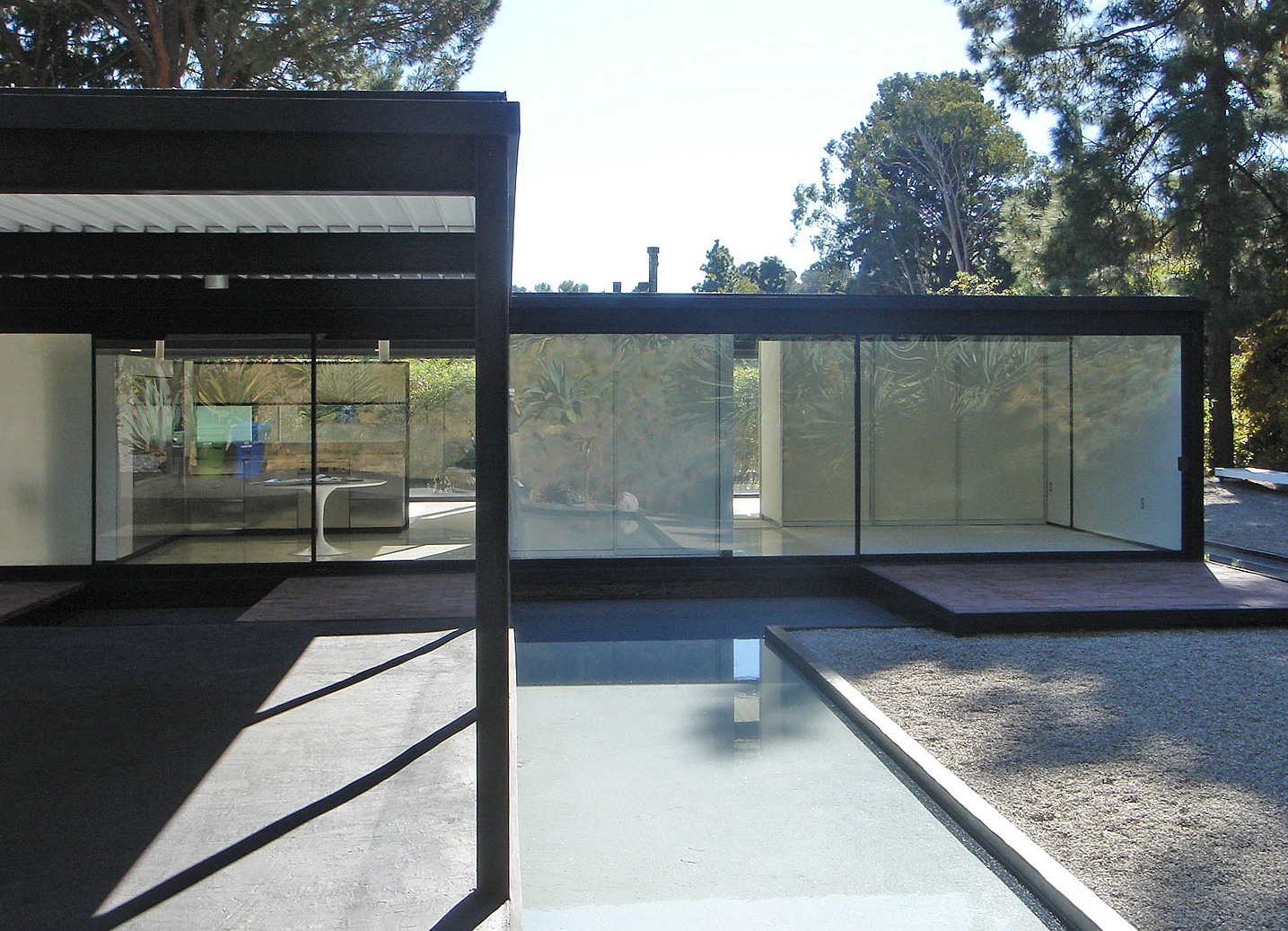
Case Study House no 21 (Bailey House)

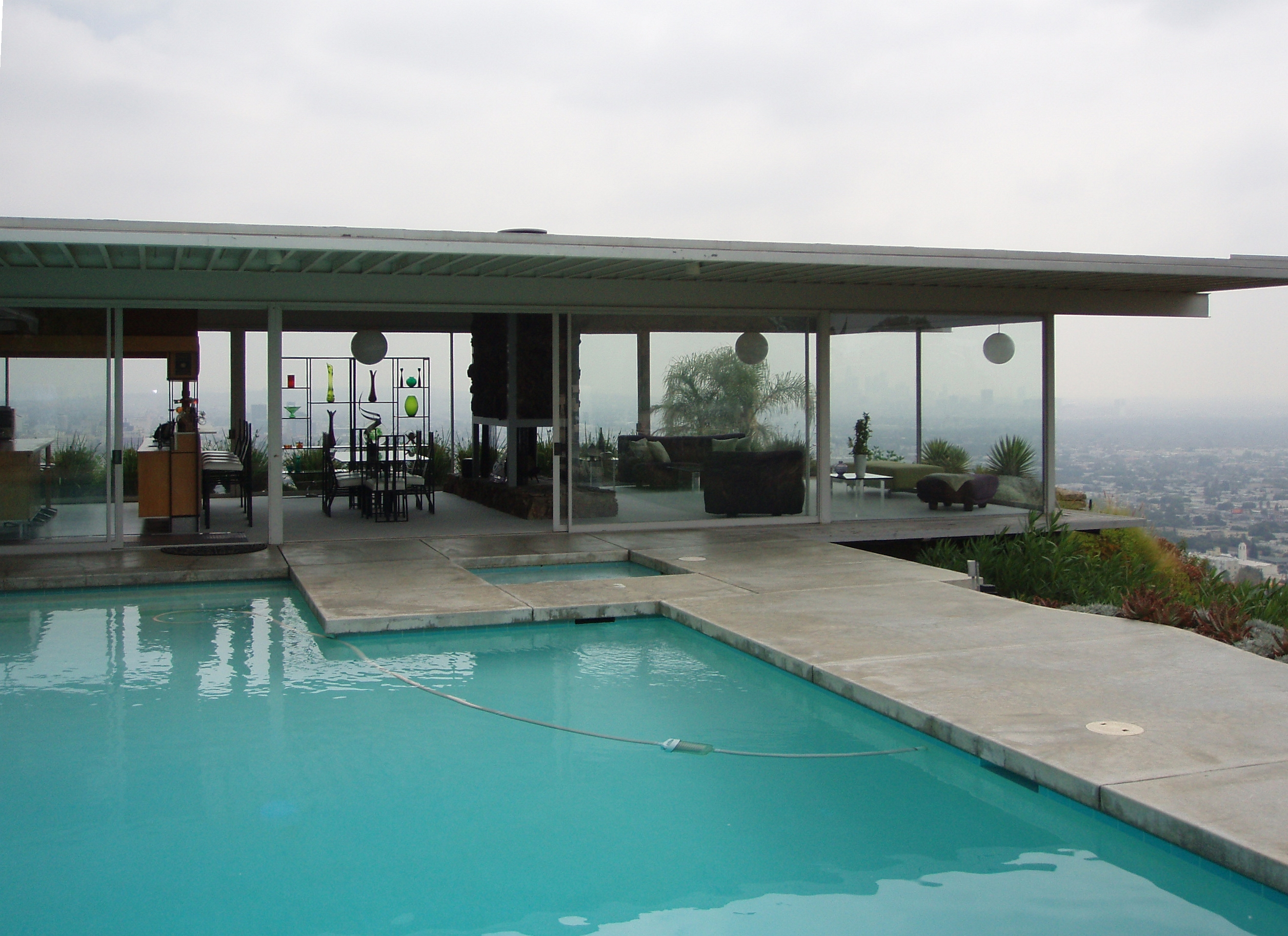
Case Study House no 22 (Stahl House)

À de rares exceptions près (Maison de plage Seibel, Maison-poteaux Burton à structure en bois), et depuis le début de sa carrière (Maison Koenig no 1), les réalisations de Koenig sont construites avec une structure métallique qui permet une ouverture des maisons sur les paysages californiens et de capter la lumière du soleil. Se souvenant de ses débuts, il déclare en 1998 : « Il m'a semblé que les maisons aux lignes affinées devaient être en acier, pas en bois. » Il utilise de préférence des matériaux standardisés (poutres, bac acier...) souvent laissés apparents. L'utilisation de l'acier permet de créer des espaces intérieurs ouverts. La maison Stahl par exemple, ne comporte qu'un seul mur de division, entre les deux chambres. 
Koenig est également intéressé par l'interaction entre l'architecture et les éléments naturels (eau, soleil, vent...). En tant que directeur du Buiding Research Program, il utilise une soufflerie pour étudier les mouvements de l'air. Il privilégie la ventilation naturelle plutôt que l'air conditionné : « Il est essentiel que nous puissions rafraichir nos constructions par des moyens naturels. » De même Koenig maitrise les apports solaires en utilisant des avant-toits (maison Stahl), des ailettes verticales (maison Iwata) ou des écrans de filtrage (maison Bailey).
Le style de Koenig répond aux besoins architecturaux grandissant après la 2nde guerre mondiale, alors que des millions de soldats américains doivent être logés, et que la société de consommation post-guerre prend son essor. Ses créations sont tendance et financièrement viables. Iconique, la maison Stahl (située au 9038 Wonderland Park Avenue) fut la seule de la collection Case Study à être reconstruite à l'exposition Contemporary temporary du Musée d'art contemporain de Los Angeles. Il s'agit de la maison la plus louée de Los Angeles pour les tournages de spots publicitaires et de films.
En 2007, la maison Bailey (située au 9038 Wonderland Park Avenue) est vendue aux enchères pour 3 millions de dollars.

## Réalisations marquantes
- Maison Koenig no 1 (1950), Glendale
- Maison Lamel (1953), Glendale
- Maison Bailey (1958), Los Angeles
- Maison Stahl (1960), Los Angeles
- Maison Koenig no 2 (1985), Los Angeles
- Maison Schwartz (1994), Los Angeles